# Gonomyia (Gonomyia) remota obtusistyla
Gonomyia (Gonomyia) remota obtusistyla is een ondersoort van de tweevleugelige Gonomyia (Gonomyia) remota uit de familie steltmuggen (Limoniidae). De ondersoort komt voor in het Neotropisch gebied.